# Karol Butryn
Karol Butryn (Puławy, 18 de junho de 1993) é um jogador de voleibol polonês que atua na posição de oposto.

## Carreira

### Clube
Butryn começou sua carreira desportiva no voleibol aos 15 anos. O primeiro clube de sua carreira foi a equipe do Cisów Nałęczów. Em seguida foi a equipe do Avia Świdnik, onde foi um jogador de destaque na posição de ataque. De 2011 a 2014, Butryn jogou nos jogos da Liga Jovem, defendendo as cores do ZAKSA Kędzierzyn-Koźle, com o qual conquistou a medalha de bronze do Campeonato Juvenil da Polônia em 2013.
Depois de atuar na Liga Juvenil na temporada 2013–14, o opostou ingressou no KPS Siedlce, time da Primeira Liga. No final da temporada, a equipe da Voivodia da Masóvia terminou em nono na tabela. Na temporada 2015–16, Butryn mudou-se para Katowice, onde defendeu as cores do GKS Katowice. Neste ano foi coroado com o acesso à primeira divisão após o título da 1ª Liga, sendo reconhecido como MVP de toda a temporada. A partir da temporada 2016-17, Butryn continuou a defender as cores do GKS Katowice, jogando os jogos da PlusLiga.
Em 2019, o oposto transferiu-se para o Cerrad Enea Czarni Radom. Na temporada seguinte, fechou contrato de um ano com o Asseco Resovia Rzeszów. Em 2021, o oposto assinou um contrato de dois anos com o Indykpol AZS Olsztyn. Ao término do contrato, Butryn foi anunciado como o novo reforço do Aluron CMC Warta Zawiercie, conquistando em sua temporada de estreia o título da Copa da Polônia de 2023–24.

### Seleção
Junto à seleção adulta polonesa, Butryn conquistou a medalha de bronze na Liga das Nações de 2022.

## Títulos
Warta Zawiercie
- Copa da Polônia: 2023–24
- Supercopa Polonesa: 2024

## Clubes
| Anos      | Clube                      |
| --------- | -------------------------- |
| 2014–2015 | KPS Siedlce                |
| 2015–2019 | GKS Katowice               |
| 2019–2020 | Cerrad Enea Czarni Radom   |
| 2020–2021 | Asseco Resovia Rzeszów     |
| 2021–2023 | Indykpol AZS Olsztyn       |
| 2023–     | Aluron CMC Warta Zawiercie |